# Léonce de Saintes
Saint Léonce de Saintes, mort vers 640, est un prélat français, évêque de Saintes et confesseur au VIIe siècle.

## Biographie
Il succèderait à saint Palais en tant qu'évêque de Saintes.
Il accueille, en Saintonge, saint Malo, contraint de fuir son diocèse d'Aleth en Bretagne. Il souscrit au concile de Reims en 625.
On lui accorde un fonds inépuisable de science et de piété.
Il est fêté le 19 mars.

## Sources
- Th. Grasilier, Notice biographique sur les évêques de Saintes, 1877